# Бишбатман
Бишбатма́н (тат. Бишбатман) — село на правобережной, Нагорной стороне Зеленодольского района Республики Татарстан. Входит в Большеачасырское сельское поселение.

## Расположение
Расположено на водоразделе реки Бува и её левого притока Горлинки. Южной оконечностью село выходит к остановочному пункту Бишбатман на железной дороге Свияжск — Сызрань.

## История
Основано во времена Казанского ханства. Именно с тех времён осталось название села, по-татарски означающее "пять батманов". Очевидно, именно пять батманов зерна платило население села казанскому хану в качестве ежегодного налога. "Батман" - традиционная татарская мера массы.
В состав Русского государства село вошло в 1552 году. Согласно Писцовой книге Свияжского уезда 1565-1567 гг. местные татарские помещики, владевшие селом при Казанском ханстве, - "чувашенин Уянгурчей со товарищи" были изгнаны и село перешло в поместье князя Андрея Ивановича Ростовского. Население села первоначально было полностью татарским, сразу несколько русских помещиков получили здесь поместья, но ещё при царе Иване Грозном, в 1570-е гг., село было отнято и у князя Ростовского и подарено Свияжскому Богородскому мужскому монастырю. Местному татарскому населению русские власти при этом предложили либо креститься в православие, либо покинуть село, поскольку по действовавшим законам Русского царства если помещичьи крестьяне у русского помещика ещё могли быть мусульманами, то монастырские крестьяне могли быть только православными. Все местные, бишбатманские татары были, таким образом, выселены из села. Известно, что потомки этих изгнанных бишбатманских татар живут сейчас в Дрожжановском районе республики Татарстан.
Таким образом, уже с конца XVI века село стало полностью русским, хотя и сохранило татарское название, а население его вплоть до 1762 г. относилось к категории монастырских крестьян.
С 1762 г., когда монастырские крестьяне России были освобождены от крепостной зависимости, население Бишбатмана стало относиться к категории экономических и государственных крестьян, что сильно подняло благосостояние жителей села по сравнению с окружающими нищими помещичьими сёлами. Это освобождение отразилось на психологии населения Бишбатмана - бишбатманцы окружающим населением стали считаться гордыми и заносчивыми, а то и вовсе беззаконными, разбойниками.
В селе была Преображенская церковь, поэтому вторым, малоупотребительным и неприжившимся названием села было Преображенское, а бурно праздновавшимся престольным праздником Бишбатмана было Преображение в начале лета. Роскошная Бишбатманская Преображенская церковь была возведена на местные пожертвования к 1917 г., а после 1917 г. была закрыта и разобрана этим же местным населением для своих нужд.
Часть населения Бишбатмана была старообрядческим, этих старообрядцев хоронили отдельно от православных. Местное название старообрядцев - кулугуры.
Традиционным промыслом населения Бишбатмана, кроме обычного земледелия и животноводства, было плотничье ремесло - столетиями артели бишбатманских плотников уходили на свой промысел в Казань и другие города - строить деревянные сооружения, дома и делать деревянные поделки. Часть сельчан подрабатывала бурлаками на близкой реке Волге.
Согласно «Спискам населённых мест Российской империи» по состоянию на 1859 год в казённом селе Бежбатманы: 148 дворов крестьян, население — 483 душ мужского пола и 625 женского, всего — 1108 человек. Здание православной церкви.
Быстрая индустриализация СССР и близость больших советских промышленных центров - Казани, Зеленодольска, Волжска - привели к тому что от богатого села Бишбатман в 500 дворов (1926 г.) на сегодня осталось не более 10 дворов, сохранившихся вблизи остановочного пункта на железной дороге. Это - обычная судьба тысяч советских и российских деревень.
До 1920 года село входило в Косяковскую волость Свияжского уезда Казанской губернии. С 1920 года в составе Свияжского кантона ТАССР. С 14 февраля 1927 года – в Свияжском, с 20 октября 1931 года – в Нурлатском, с 1 февраля 1963 года в Зеленодольском районах.

## Население
| 1782 | 1859  | 1897  | 1920  | 1926  | 1938  | 1949 | 1958 | 1970 |
| ---- | ----- | ----- | ----- | ----- | ----- | ---- | ---- | ---- |
| 415  | ↗1105 | ↗1686 | ↗1871 | ↗2044 | ↘1318 | ↘657 | ↘608 | ↘349 |
| 1979 | 1989  | 2002  | 2010  | 2017  |       |      |      |      |
| ↘214 | ↘46   | ↗65   | ↘49   | ↘32   |       |      |      |      |

## Известные люди
В Бишбатмане родился и провёл своё детство (сын священника местной церкви) Можаровский, Аполлон Фёдорович (14.12.1841—22.10.1900) — историк, статский советник, окончил Казанскую духовную академию (1866).
С 1867 г. преподаватель богословских наук, с 1871 г. – гражданской истории в Казанской духовной семинарии.
С 1873 г. жил в Нижнем Новгороде, служил старшим наставником по гражданской истории в Нижегородской духовной семинарии. В 1881 г. за работу «Изложение хода миссионерского дела по просвещению христианством казанских инородцев с 1552 по 1867 год» удостоен ученой степени магистра богословия.
Член-соревнователь Императорского Общества Истории и Древностей Российских при Московском университете, действительный член Общества археологии, истории и этнографии при Императорском Казанском университете, Нижегородского статистического комитета, Комитета церковного древнехранилища и комиссий – учено-архивной и церковно-археологической. Автор более 100 трудов по истории христианизации, религиозного просвещения, языческих верований народов Среднего Поволжья, церковной истории Казани и Нижегородской губернии. Печатался в петербургском журнале «Русская старина», казанском «Православном собеседнике», «Нижегородских епархиальных ведомостях» и «Нижегородских губернских ведомостях».
Видным человеком был так же его родной брат Можаровский Александр Фёдорович (03.08.1846 – 23.10.1907) – педагог, фольклорист, историк, поэт. Коллежский советник (1884).
Член Общества археологии, истории, этнографии при Казан. университете (1878), Рус. географич. общества (РГО). В 1881 награждён бронзовой медалью РГО за собирание народ. песен. Автор трудов по педагогике, рус. фольклору, истории, стихов для детей. Опубликовал статьи о колоколах церквей и монастырей Чебоксар, о народных прозвищах жителей городов и населённых пунктов Казанской губернии, в том числе Цивильска, Чебоксар, Ядрина, Мариинского Посада, Беловолжской слободы, деревни Починок Чебоксарского уезда.
Написал научные труды:
Народные присловья городам, некоторым сёлам и деревням Казанской губернии // Казанские губернские ведомости. Часть неофициал., 1868. 20 марта.
Казанская старина: Нечто из церковной археологии города Чебоксар. Казань, 1881.
Из жизни крестьянских детей Казанской губернии: Потехи, забавы, остроты, прозвища, стишки и песни.- Казань, 1882.
О своём детстве написал стихи:
Я родился в Бежбатмане
От церковнаго дьячка,
У котораго в кармане
Не водилось пятачка.
Все его доходы, лепты
Выходили на детей -
У отца с моим рожденьем
Стало трое сыновей,
Да две дочери-подростки
И законная жена,
О детях своих заботой
День и ночь удручена.
У отца была избушка
Некрасива и мала,
Под соломенною крышей
И довольно уж хила;
В эту хату ежедневно
Во всю зиму мой отец
Пригонял кормить и греться
И корову и овец,
А телята и ягнята
С нами жили до весны...
Таковы-то были наши
Обстоятельства тесны!